# Boril
Boril (bulgariska: Борил) är en ö i Bulgarien.   Den ligger i regionen Pleven, i den nordvästra delen av landet, 140 km nordost om huvudstaden Sofia.
Trakten runt Boril består till största delen av jordbruksmark. Runt Boril är det ganska glesbefolkat, med 34 invånare per kvadratkilometer.